# فيراري إف 40
فيراري إف 40 (بالإنجليزية: Ferrari F40)‏هي سيارة رياضية يتم إنتاجها من قبل شركة فيراري .

## وصلات خارجية
- HowStuffWorks: Enzo
- Photographs of a crashed Enzo